# 1961年のメジャーリーグベースボール
以下は、メジャーリーグベースボール（MLB）における1961年のできごとを記す。
1961年4月10日に開幕し10月9日に全日程を終え、ナショナルリーグはシンシナティ・レッズが21年ぶり4度目のリーグ優勝で、アメリカンリーグはニューヨーク・ヤンキースが2年連続26度目のリーグ優勝であった。ワールドシリーズはニューヨーク・ヤンキースが4勝1敗でシンシナティ・レッズを破り、3年ぶり19度目のシリーズ制覇となった。
この年から前年までワシントンを本拠地としていたセネタースがミネソタに移転してミネソタ・ツインズとなり、またアメリカンリーグが10球団に拡張してロサンゼルス・エンゼルスと旧セネタースが転出した後に新しく同じ球団名のワシントン・セネタース(後のテキサス・レンジャーズ）が新規加盟した。
1960年のメジャーリーグベースボール - 1961年のメジャーリーグベースボール - 1962年のメジャーリーグベースボール

## できごと
アメリカンリーグが10球団に増え、1904年以来57年間続いたシーズン154試合がこの年から162試合になった。その年に思わぬ事態が生じた。ニューヨーク・ヤンキースのロジャー・マリスがベーブ・ルースのシーズン最多本塁打60本の記録を破る61本の本塁打を最終162試合目に打ち、当時殆ど神話的な数字であった60本を破ったことで論議が沸騰しフォード・フリックコミッショナーの判断でこの61本はあくまで参考記録として154試合でのルースの60本(マリスはこの154試合通過時で58本)を最多記録とする裁定が下された。マリスは本塁打61本・打点141で本塁打王と打点王となり、リーグMVPも獲得したが打率は.269であった。一方ミッキー・マントルはシーズン終盤までマリスと本塁打争いを繰り広げたがケガで数試合休んだことで結局本塁打54本・打点128・打率.317に終わった。ペナントレースはヤンキースがラルフ・ホーク新監督の下でMM砲の活躍とエースのホワイティー・フォード が生涯最高の25勝の勝ち星で109勝を挙げてリーグ優勝した。タイガースのノーム・キャッシュが打率.361で首位打者となり、最多安打193本の記録を残したが、三割を打ったのはこの年限りであった。他にホワイトソックスのルイス・アパリシオ が盗塁53で6年連続盗塁王となった。
一方、8球団のままだったナショナルリーグはシンシナティ・レッズが、ブレーブスから移籍した25歳ジョーイ・ジェイが21勝(最多勝)、24歳ジム・オトゥールが19勝、1956年新人王の25歳フランク・ロビンソン が打率.323・打点124・本塁打37本で無冠だったがリーグMVPに選ばれ(彼はこの5年後に三冠王を獲得した)、他に22歳のベイダ・ピンソン が最多安打208本で若手の大活躍が目立ってリーグ優勝した。首位打者は パイレーツのロベルト・クレメンテ が打率.351で初めて獲得し以降7年間で4度首位打者となった。本塁打王と打点王はジャイアンツのオーランド・セペダ が本塁打46本・打点142で初のタイトルとなったが以後は打点王1回に終わっている。ブレーブスのウォーレン・スパーンが21勝でジョーイ・ジェイと並ぶ最多勝で5年連続8度目のシーズン最多勝と同時に防御率3.02で3度目の最優秀防御率となり、そして通算300勝となった。この年21試合完投で4試合完封している。ドジャースのサンディ・コーファックス が奪三振269で初の最多奪三振となった。
ワールドシリーズでは、老獪なヤンキースが若いレッズを翻弄し、特にホワイティー・フォード が2勝してシリーズ通算32イニング無失点の新記録でベーブ・ルースが投手として記録した無失点記録29イニング（1918年）を43年ぶりに破った。フォードはこの年シリーズMVPに選ばれた。

### ロジャー・マリス
ヤンキースのマリスがベーブ・ルースの記録を破ってシーズン最多本塁打61本を打ったが、打ったマリスも「61本」の記録も野球界から歓迎されないものであった。2年前にアスレチックスから移籍し、ヤンキースの生え抜きではないマリスは、ヤンキースでデビューして早くからディマジオの後継者と目され5年前に三冠王となってスーパースターだったミッキー・マントルとの本塁打王争いが白熱してベーブ・ルースの60本に迫る勢いの時に、ニューヨークのファンはマントルを応援していた。それがマントルにとって不運にも故障から60本に達せず、余所者のマリスに取られたと感じていた。またベーブ・ルースの不滅の記録とされた60本にこの年から試合数が増えた結果、ルースよりも多い試合数で61本を打ってもそれが価値のあることなのかという議論が巻き起こり、とうとうコミッショナーまでがルースの記録と同等には扱えないという見解を出す始末となり、最終162試合目の10月1日の対レッドソックス戦でトレイシー・スタラード投手から右翼席に61号を打った後にはただタイトルを取ったことだけで終わり、球団からも何の褒賞も出なかった。さらにマリスはその後に手首の故障から力が落ち、40本以上打ったのはこの年だけで、打率三割に達したことがなく、カージナルスに移って7年後に引退し、通算打率.260で通算本塁打275本で終わった。1961年だけが輝いていて殿堂入りも果たせず、「ホームラン記録なんて作らなければ、もっと楽しい野球人生が送れたのに」と後にマリスは語っている。24年後の1985年に51歳で死去し、それから6年後の1991年になって公式にマリスの61本がシーズン最多本塁打記録として認められた。それから7年後にマグワイアとソーサに破られ、さらに3年後にバリー・ボンズが73本打ったが、その後薬物使用疑惑で記録としての価値が認められず、今日ではロジャー・マリスの61本を最多記録とすべきという意見が出ている。

### サンディ・コーファックス
ロサンゼルス・ドジャースのサンディ・コーファックスは1955年にボーナス・プレーヤーとして1万4,000ドルの契約金でブルックリン・ドジャースに入団。当時の規則で破格の契約金で入団した選手は、いきなりメジャーデビューする決まりであったため、マイナーリーグの経験なしでの登板であったので、ただやたらと速い球を投げて、ホームプレートをうまく使うテクニックも持ち合わせておらず、そのうえコントロールが定まらなかった。1年目は2勝2敗、以後は2勝4敗・5勝4敗でロサンゼルスへ移ってからも11勝11敗・8勝6敗・8勝13敗と三振も多いが四球も多く、いい投球をすることもあるが長続きせず、先発の柱にはなれない二流投手であった。そしてこの年1961年の春のベロ・ビーチ・キャンプで(ちょうど日本の王・長嶋ら読売ジャイアンツもベロ・ビーチに参加していた）、ノーム・シェリー捕手から「いつも目いっぱいに投げるのではなく、力を抜いて投げてみろ」とアドバイスを受けた。そして大きな縦のカーブと低め一杯に切れ込むチェンジアップを覚え、それらを持ち前のスピードのある速球と組み合わせることで、従来のストレート一本槍からカーブやチェンジアップを交えたバリエーションに切り替えて、速球一点張りで力投することに拘らず、気楽に肩の力を抜いて投げる方法て実践したところ、制球力がつき球威が増して、前年までの6年間で通算36勝だったのが、この年に18勝を挙げて奪三振269で最多奪三振を記録した。翌1962年にドジャー・スタジアムが完成し投手に有利な条件が整った球場に移ってから、黄金の左腕が開花し、誰も手が付けられない難攻不落の投手となって、以降の6年間で129勝して最多勝3回・最優秀防御率5回・最多奪三振4回、投手三冠3回、サイ・ヤング賞3回、ノーヒットノーラン3回、完全試合1回を記録しドジャースの黄金時代を代表する投手となった。

### ナショナルリーグのエクスパンション・ドラフト
10月10日、ワールドシリーズが終了した翌日にシンシナティで新しく加盟したニューヨーク・メッツとヒューストン・コルト45'sのためのエクスパンション・ドラフトが行われた。前年のアメリカンリーグの場合と同じようにナショナルリーグ各8球団から選手名簿の提出があり、それに基づいて行われたが若干アメリカンリーグと違って、8球団はシーズン中に現役登録した25名の中から7名、マイナー球団を含めた保留選手の中から8名の計15名で合計120名、さらに25名の現役登録選手の中からプレミアムとして1球団2名の合計16名、総計136名の名簿を出した。ニューヨーク・メッツとヒューストン・コルト45'sは、最初の1球団15名で8球団計120名の中から1球団2名ずつ計16名をそれぞれ指名しこの場合一人当たり7万5,000ドルを支払う。次に8球団からの同じ名簿から1名ずつ計8名をそれぞれ指名しこの場合一人当たり5万ドルを支払う。次にプレミアムとして各球団から出された2名の計16名の選手からそれぞれ4名を指名(1球団からの2名を指名することは不可）しこの場合一人当たり12万5,000ドルを支払う。このやり方で当日の選手選抜会議は4時間にわたって開かれ、最終的にはニューヨーク・メッツが22名、ヒューストン・コルト45'sが23名を選抜して、この日に動いたトレードマネーはメッツが180万ドル、コルト45'sが185万ドルで、合計365万ドルに上った。(参考：1961年のMLBエクスパンションドラフト）
1952年にアスレチックスで最多勝、1957年にヤンキースに移って最優秀防御率を取り、オールスターゲームにもワールドシリーズにも出場したボビー・シャンツは前年のアメリカンリーグのエクスパンション・ドラフトで最初の指名でヤンキースから新セネタースに行き、すぐにパイレーツにトレードされ、1年後のナショナルリーグのエクスパンション・ドラフトでパイレーツからヒューストン・コルト45'sに行き、そしてまたすぐにカージナルスにトレードされている。シャンツはヤンキース以降はナショナルリーグの球団を転々としながらも1957年から1964年まで8年連続ゴールドグラブ賞に輝いている。

### スポーツ放送法の成立
1961年9月にアメリカ議会は「スポーツ放送法」を可決して、ジョン・F・ケネディ大統領が署名してただちに発効した。この法律が生まれた契機はベースボールでなく実はアメリカンフットボールから起ってきた事であった。前年にアメリカン・フットボール・リーグ(AFL)が設立されたが、資金難でリーグ全体が破産に追い込まれることを危惧したニューヨークのチームオーナーが、AFLの試合をテレビで全国放映する権利をまとめてABC(アメリカの三大ネットワークの1つ)に売り込み、誕生したばかりのAFLの財政を持ち応えさせた。これを見てライバルリーグの老舗ナショナル・フットボール・リーグ(NFL)が翌年にやはりリーグ全体の試合の全国放送の独占権をCBSに与える契約を結んだ。これに対して司法省が独占禁止法に抵触するとして告訴し、個別のチームが本来得られるはずの放送権料を取り上げて不当に制限しているとした。これに対してプロスポーツのリーグにとって一括契約は存続に必要なもので、かつ各チームの収入を平均化しリーグをバランスが取れた状態にするもので、その努力が妨げられるとしてフットボールの他にMLBや他のプロリーグがこの決定を修正する決議を議会に要請して、結果この一括契約が反トラスト法の適用外であることが「スポーツ放送法」で認められた。やがてこの一括契約はテレビ放映権料の高騰とともにリーグの大きな収入源となった。
メジャーリーグでは、まだこの時点では各球団と地元テレビ局との個別契約であったが、既に1949年にはワールドシリーズとオールスターの全国放送の契約を結んでいて、この「スポーツ放送法」の成立で三大ネットワークと一括契約を結ぶこととなった。これが契約金額の高騰とともに1968年になって選手の年金問題と絡んで選手とオーナーの間で労使間での紛争に発展することになる。

## 記録
- 4月28日、ブレーブスのウォーレン・スパーンが、対ジャイアンツ戦でノーヒットノーランを達成した。前年9月に続き2度目の達成であった。
- 8月11日、ウォーレン・スパーンが、レフティ・グローブ以来20年ぶり史上13人目となる通算300勝を達成した。

## その他
- ミネアポリス＝セントポールに本拠地を移転したミネソタ・ツインズは、最初の年で観客動員125万6,723人を集めたが、元のワシントンでは新セネタースが59万7,287人しか集まらず、ロサンゼルス・エンゼルスも60万3,510人でドジャースの110万781人に比べて苦しい出発であった。しかしアメリカンリーグ全体の観客動員数はミネソタ・ツインズの誘致成功で1949年以来12年ぶりに1,000万人の大台を突破した。　　　出典：『アメリカ・プロ野球史』第7章　拡大と防衛の時代  197P参照

## 最終成績

### レギュラーシーズン
| 順 | チーム                         | 勝利 | 敗戦 | 勝率 | G差  |
| -- | ------------------------------ | ---- | ---- | ---- | ---- |
| 1  | ニューヨーク・ヤンキース       | 109  | 53   | .673 | --   |
| 2  | デトロイト・タイガース         | 101  | 61   | .623 | 8.0  |
| 3  | ボルチモア・オリオールズ       | 95   | 67   | .586 | 14.0 |
| 4  | シカゴ・ホワイトソックス       | 86   | 76   | .531 | 23.0 |
| 5  | クリーブランド・インディアンス | 78   | 83   | .484 | 30.5 |
| 6  | ボストン・レッドソックス       | 76   | 86   | .469 | 33.0 |
| 7  | ミネソタ・ツインズ             | 70   | 90   | .438 | 38.0 |
| 8  | ロサンゼルス・エンゼルス       | 70   | 91   | .435 | 38.5 |
| 9  | ワシントン・セネタース         | 61   | 100  | .379 | 47.5 |
| 10 | カンザスシティ・アスレチックス | 61   | 100  | .379 | 47.5 |

| 順 | チーム                         | 勝利 | 敗戦 | 勝率 | G差  |
| -- | ------------------------------ | ---- | ---- | ---- | ---- |
| 1  | シンシナティ・レッズ           | 93   | 61   | .604 | --   |
| 2  | ロサンゼルス・ドジャース       | 89   | 65   | .578 | 4.0  |
| 3  | サンフランシスコ・ジャイアンツ | 85   | 69   | .552 | 8.0  |
| 4  | ミルウォーキー・ブレーブス     | 83   | 71   | .539 | 10.0 |
| 5  | セントルイス・カージナルス     | 80   | 74   | .519 | 13.0 |
| 6  | ピッツバーグ・パイレーツ       | 75   | 79   | .487 | 18.0 |
| 7  | シカゴ・カブス                 | 64   | 90   | .416 | 29.0 |
| 8  | フィラデルフィア・フィリーズ   | 47   | 107  | .305 | 46.0 |

### オールスターゲーム
- 第1試合 – アメリカンリーグ 4 - 5 ナショナルリーグ
- 第2試合 – ナショナルリーグ 1 - 1 アメリカンリーグ

### ワールドシリーズ
- ヤンキース 4 - 1 レッズ

| 10/4 – | レッズ     | 0  | - | 2 |  | ヤンキース |
| 10/5 – | レッズ     | 6  | - | 2 |  | ヤンキース |
| 10/7 – | ヤンキース | 3  | - | 2 |  | レッズ     |
| 10/8 – | ヤンキース | 7  | - | 0 |  | レッズ     |
| 10/9 – | ヤンキース | 13 | - | 5 |  | レッズ     |

MVP：ホワイティー・フォード (NYY)

## 個人タイトル

### アメリカンリーグ
| 項目   | 選手                     | 記録 |
| ------ | ------------------------ | ---- |
| 打率   | ノーム・キャッシュ (DET) | .361 |
| 本塁打 | ロジャー・マリス (NYY)   | 61   |
| 打点   | ロジャー・マリス (NYY)   | 142  |
| 得点   | ミッキー・マントル (NYY) | 132  |
| 得点   | ロジャー・マリス (NYY)   | 132  |
| 安打   | ノーム・キャッシュ (DET) | 193  |
| 盗塁   | ルイス・アパリシオ (CWS) | 53   |

| 項目   | 選手                         | 記録 |
| ------ | ---------------------------- | ---- |
| 勝利   | ホワイティー・フォード (NYY) | 25   |
| 敗戦   | ペドロ・ラモス (MIN)         | 20   |
| 防御率 | ディック・ドノバン (WS2)     | 2.40 |
| 奪三振 | カミロ・パスカル (MIN)       | 221  |
| 投球回 | ホワイティー・フォード (NYY) | 283  |
| セーブ | ルイス・アローヨ (NYY)       | 29   |

### ナショナルリーグ
| 項目   | 選手                       | 記録 |
| ------ | -------------------------- | ---- |
| 打率   | ロベルト・クレメンテ (PIT) | .351 |
| 本塁打 | オーランド・セペダ (SF)    | 46   |
| 打点   | オーランド・セペダ (SF)    | 142  |
| 得点   | ウィリー・メイズ (SF)      | 129  |
| 安打   | ベイダ・ピンソン (CIN)     | 208  |
| 盗塁   | モーリー・ウィルス (LAD)   | 35   |

| 項目   | 選手                           | 記録 |
| ------ | ------------------------------ | ---- |
| 勝利   | ジョーイ・ジェイ (CIN)         | 21   |
| 勝利   | ウォーレン・スパーン (ML1)     | 21   |
| 敗戦   | ボブ・フレンド (PIT)           | 19   |
| 敗戦   | アート・マハフィー (PHI)       | 19   |
| 防御率 | ウォーレン・スパーン (ML1)     | 3.02 |
| 奪三振 | サンディ・コーファックス (LAD) | 269  |
| 投球回 | ルー・バーデット (ML1)         | 272⅓ |
| セーブ | ロイ・フェイス (PIT)           | 17   |
| セーブ | ステュ・ミラー (SF)            | 17   |

## 表彰

### 全米野球記者協会（BBWAA）表彰
| 表彰         | アメリカンリーグ             | ナショナルリーグ           |
| ------------ | ---------------------------- | -------------------------- |
| MVP          | ロジャー・マリス (NYY)       | フランク・ロビンソン (CIN) |
| サイヤング賞 | ホワイティー・フォード (NYY) | --                         |
| 最優秀新人賞 | ドン・シュウォール (BOS)     | ビリー・ウィリアムズ (CHC) |

### ゴールドグラブ賞
| 守備位置 | アメリカンリーグ             | ナショナルリーグ           |
| -------- | ---------------------------- | -------------------------- |
| 投手     | フランク・ラリー (MIN)       | ボビー・シャンツ (STL)     |
| 捕手     | アール・バッティ (MIN)       | ジョン・ローズボロ (LAD)   |
| 一塁手   | ビック・パワー (CLE)         | ビル・ホワイト (STL)       |
| 二塁手   | ボビー・リチャードソン (NYY) | ビル・マゼロスキー (PIT)   |
| 三塁手   | ブルックス・ロビンソン (BAL) | ケン・ボイヤー (STL)       |
| 遊撃手   | ルイス・アパリシオ (CWS)     | モーリー・ウィルス (LAD)   |
| 外野手   | ジム・ピアソール (CLE)       | ベイダ・ピンソン (CIN)     |
| 外野手   | ジム・ランディス (CWS)       | ロベルト・クレメンテ (PIT) |
| 外野手   | アル・ケーライン (DET)       | ウィリー・メイズ (SF)      |

### その他表彰
| 表彰               | アメリカンリーグ             | ナショナルリーグ           |
| ------------------ | ---------------------------- | -------------------------- |
| 最優秀救援投手賞   | ルイス・アローヨ (NYY)       | ステュ・ミラー (SF)        |
| ルー・ゲーリッグ賞 | -                            | ウォーレン・スパーン (ML1) |
| ベーブ・ルース賞   | ホワイティー・フォード (NYY) | -                          |

### アメリカ野球殿堂入り表彰者
ベテランズ委員会選出
- マックス・キャリー
- ビリー・ハミルトン